# Dolina (Vrbje)
Dolina falu Horvátországban, Bród-Szávamente megyében. Közigazgatásilag Vrbjéhez tartozik.

## Fekvése
Bródtól légvonalban 48, közúton 66 km-re nyugatra, Pozsegától   légvonalban 31, közúton 46 km-re délnyugatra, községközpontjától légvonalban 5, közúton 8 km-re délnyugatra, Nyugat-Szlavóniában, a Száva bal partján fekszik.

## Története
A térség 1691-ben szabadult fel a török uralom alól. A török kiűzése után az új határ a Száva folyó lett. A település a török kiűzése után keletkezett, amikor Boszniából a határ őrzésére horvát katolikusok települtek ide. 
 1698-ban a kamarai összeírásban „Dolina” néven Verbia hajdútelepülés szomszédjaként szerepel a török uralom alól felszabadított szlavóniai települések között.  Lakói határőrszolgálatuk fejében földet kaptak és mentesültek az adófizetés alól. Békeidőben mezőgazdasággal, állattartással foglalkoztak. 1730-ban a faluban már állt Szent Márk tiszteletére szentelt kápolnája. 1746-ban 31 házában, 35 családban 111 katolikus lakos élt. 1760-ban 29 házában 54 család élt 259 fővel. 
Az első katonai felmérés térképén „Dolina” néven található. A gradiskai ezredhez tartozott. Lipszky János 1808-ban Budán kiadott repertóriumában „Dolina” néven szerepel.  Nagy Lajos 1829-ben kiadott művében „Dolina” néven 97 házzal, 496 katolikus vallású lakossal találjuk.  A katonai közigazgatás megszüntetése után 1871-ben Pozsega vármegyéhez csatolták.
A falunak 1857-ben 437, 1910-ben 583 lakosa volt. Az 1910-es népszámlálás szerint lakosságának 99%-a horvát anyanyelvű volt. Pozsega vármegye Újgradiskai járásának része volt. Az első világháború után 1918-ban az új szerb-horvát-szlovén állam, majd később (1929-ben) Jugoszlávia része lett. A település 1991-től a független Horvátországhoz tartozik. 1991-ben lakosságának 84%-a horvát nemzetiségű volt. 1991 őszén a házakat és a templomot a Száva túloldaláról többször érte tüzérségi támadás. 2011-ben 254 lakosa volt, akik mezőgazdasággal, állattartással foglalkoztak. 

## Lakossága
| Lakosság változása | Lakosság változása | Lakosság változása | Lakosság változása | Lakosság változása | Lakosság változása | Lakosság változása | Lakosság változása | Lakosság változása | Lakosság változása | Lakosság változása | Lakosság változása | Lakosság változása | Lakosság változása | Lakosság változása | Lakosság változása |
| ------------------ | ------------------ | ------------------ | ------------------ | ------------------ | ------------------ | ------------------ | ------------------ | ------------------ | ------------------ | ------------------ | ------------------ | ------------------ | ------------------ | ------------------ | ------------------ |
| 1857               | 1869               | 1880               | 1890               | 1900               | 1910               | 1921               | 1931               | 1948               | 1953               | 1961               | 1971               | 1981               | 1991               | 2001               | 2011               |
| 437                | 475                | 428                | 500                | 522                | 583                | 538                | 560                | 575                | 576                | 558                | 515                | 468                | 425                | 369                | 254                |

## Nevezetességei
Szent Márk tiszteletére szentelt római katolikus kápolnája 1867-ben épült. Elődje az 1730-ban már említett, fából épített kápolna volt. A kápolnát 1957-ben belülről kifestették, 1973-ban pedig a homlokzatot alakították át. A délszláv háború idején 1991. október 18-án a JNA és a szerb krajinai csapatainak tüzérségi támadásai súlyos károkat okoztak az épületben. A háború után újjáépítették.

## Oktatás
Az első iskolaépület 1828-ban létesült a településen. Építésétől egészen 1879-ig az épület őrhelyként is szolgált, ahol éjszakánként a török határ őrzésére őrség állomásozott. Az oktatás 1887-ig folyt ebben az épületben, amikor felépítették az új iskolaépületet. Itt 1888 októberében kezdődött meg a tanítás. Első tanítója a pozsegai Josip Javorski volt. Az oktatás ma is ebben az épületben folyik, mely az újgradiskai elemi iskola négy osztályos alsó tagozatos területi iskolája. A felső tagozatos diákok Újgradiskára járnak.

## Egyesületek
A faluban a népi hagyományok őrzője a „Zlatne ruke” (Aranykezek) egyesület, melyet 2006-ban alapítottak azzal a céllal, hogy a népviseletet megőrizze és a népviseleti ruhák készítését az ifjabb nemzedéknek is átadja. Ezen kívül „DVD Dolina” néven önkéntes tűzoltóegylet is működik a településen.